# Drosophila neoclavisetae
Drosophila neoclavisetae är en tvåvingeart som beskrevs av Perreira och Kenneth Y. Kaneshiro 1991. Drosophila neoclavisetae ingår i släktet Drosophila och familjen daggflugor.
Artens utbredningsområde är Hawaii.